# Cappella della Visione di Sant'Ignazio di Loyola
La Cappella della Visione di Sant'Ignazio di Loyola è una chiesa di Roma, in località La Storta.

## Storia
A Roma, lungo la Via Francigena, in località La Storta, esisteva una piccola cappella.
Secondo la tradizione, nel novembre 1537 tre sacerdoti, Ignazio di Loyola, Pietro Favre da Villaret e Diego Laínez da Almazán, si misero in cammino verso Roma tenendo «la strada di Siena», la Via Cassia.
Giunti alla Storta, Ignazio coi suoi due compagni sostò in una delle piccole chiesette lungo il percorso, nei pressi della quale esistevano una antichissima osteria e una stalla; immerso in preghiera, egli ebbe la visione di Gesù Cristo con la croce sulle spalle, accanto al Padre. In risposta al Padre che gli diceva «Voglio che Tu pigli questo per servitore tuo», Gesù rivolgendosi ad Ignazio disse: «Voglio che tu ci serva».
Tale momento segnò per Ignazio la chiamata alla mistica dell'unione con Cristo e alla mistica del servizio. Nella fondazione della Compagnia di Gesù, l'episodio riveste un'importanza centrale anche per la scelta del nome della Compagnia.
Il luogo e la cappella divennero presto, già subito dopo la fondazione della Compagnia (1540), oggetto di venerazione e meta di pellegrinaggi, soprattutto da parte dei religiosi Gesuiti.

### La struttura originaria
La Cappella originaria constava di due finestre ai lati del portone, basse, con gradini, simili a sedili, sui quali ci si poteva inginocchiare e vedere l'interno, caratteristica tipica delle cappelle situate lungo le vie percorse dai pellegrini per permettere loro di raccogliersi in preghiera davanti alle immagini sacre, anche quando le porte erano chiuse per motivi di sicurezza. Ai lati della facciata due paracarri, presi dai resti di qualche villa o casa antica, forse dalla vicina Veio.

### L'edificio attuale
Dopo la prima guerra mondiale, tra i progetti per la costituzione di un santuario dedicato a Sant'Ignazio alla Storta, fu preso in considerazione anche un ampliamento della Cappella, ma l'idea venne abbandonata per mancanza di spazio e fu costruita ex novo una Chiesa sulla collinetta vicina che divenne poi l'attuale Cattedrale dei Sacri Cuori di Gesù e Maria.
In seguito alla distruzione della originaria Cappella, avvenuta durante un bombardamento nel maggio del 1944, essa venne ricostruita nello stesso anno dal P. Norbert de Boynes, vicario generale. Successivamente, fu restaurata e nuovamente inaugurata nel luglio del 1983.